# سابرينا ديكنز
سابرينا ديكنز (بالإنجليزية: Sabrina Dickens)‏ هي ممثلة بريطانية، ولدت في 10 يوليو 1988 في برستل في المملكة المتحدة.

## وصلات خارجية
- الموقع الرسمي
- سابرينا ديكنز على موقع IMDb (الإنجليزية)
- سابرينا ديكنز على موقع ألو سيني (الفرنسية)
- سابرينا ديكنز على موقع أول موفي (الإنجليزية)
- سابرينا ديكنز على موقع قاعدة بيانات الفيلم (الإنجليزية)
- سابرينا ديكنز على موقع كينوبويسك (الروسية)